# Daedalea
Daedalea is een geslacht van schimmels behorend tot de familie Fomitopsidaceae. De typesoort is de doolhofzwam (Daedalea quercina).

## Soorten
Volgens Index Fungorum telt het geslacht 35 soorten (peildatum januari 2023):
| Soortnaam                           | Auteur(s)                            | Publicatiejaar |
| ----------------------------------- | ------------------------------------ | -------------- |
| Daedalea abortiva                   | (Peck) Pat.                          | 1900           |
| Daedalea aethalodes                 | (Mont.) Rajchenb.                    | 1986           |
| Daedalea ambigua                    | Berk.                                | 1845           |
| Daedalea americana                  | M.L. Han, Vlasák & B.K. Cui          | 2015           |
| Daedalea beckleri                   | (Berk.) G. Cunn.                     | 1965           |
| Daedalea circularis                 | B.K. Cui & Hai J. Li                 | 2013           |
| Daedalea dickinsii                  | Yasuda                               | 1922           |
| Daedalea dochmia                    | (Berk. & Broome) T. Hatt.            | 2005           |
| Daedalea ealaensis                  | Beeli                                | 1929           |
| Daedalea epidryphloeus              | E.H.L. Krause                        | 1928           |
| Daedalea favoloides                 | Murrill                              | 1912           |
| Daedalea fulvirubida                | (Corner) T. Hatt.                    | 2005           |
| Daedalea hydnoides                  | I. Lindblad & Ryvarden               | 1999           |
| Daedalea laciniata                  | (Pers.) Pat.                         | 1900           |
| Daedalea langkawiensis              | Corner                               | 1987           |
| Daedalea ligneotexta                | Van der Byl                          | 1924           |
| Daedalea lusor                      | (Corner) T. Hatt.                    | 2005           |
| Daedalea microsticta                | Cooke                                | 1882           |
| Daedalea milliaui                   | Beeli                                | 1930           |
| Daedalea moesta                     | (Kalchbr.) Rajchenb.                 | 1986           |
| Daedalea mollicula                  | Lloyd                                | 1922           |
| Daedalea neotropica                 | D.L. Lindner, Ryvarden & T.J. Baroni | 2011           |
| Daedalea parasitica                 | Velen.                               | 1922           |
| Daedalea pinicola                   | (Lázaro Ibiza) Sacc. & Trotter       | 1925           |
| Daedalea proserpens                 | E.H.L. Krause                        | 1928           |
| Daedalea pseudodochmia              | (Corner) T. Hatt.                    | 2005           |
| Daedalea quercina (Doolhofzwam)     | (L.) Pers.                           | 1801           |
| Daedalea radiata                    | B.K. Cui & Hai J. Li                 | 2013           |
| Daedalea reflexa                    | Lloyd                                | 1922           |
| Daedalea roseola                    | Lloyd                                | 1922           |
| Daedalea ryvardeniana               | Drechsler-Santos & Robledo           | 2012           |
| Daedalea stevensonii                | Petr.                                | 1959           |
| Daedalea sulcata                    | (Berk.) Ryvarden                     | 1977           |
| Daedalea trametea                   | (Quél.) Sacc. & Traverso             | 1910           |
| Daedalea xantha (Citroenstrookzwam) | (Fr.) A. Roy & A.B. De               | 1997           |